# Jorge II de Constantinopla
Jorge II de Constantinopla, dito Xifilino, foi o patriarca grego ortodoxo de Constantinopla entre 1191 e 1198. Segundo Teodoro Bálsamo, Jorge, no reinado do imperador bizantino Aleixo I Comneno, acrescentou um ao número de Exocatácelos (cargo similar ao dos cardeais na Igreja Ortodoxa da época), perfazendo seis.